# 26 Proserpina
 26 Proserpina (latinsko Proserpina) je asteroid tipa S v glavnem asteroidnem pasu. 

## Odkritje
Asteroid je odkril Karl Theodor Robert Luther (1822 – 1900) 5. maja 1853. 
Asteroid je dobil ime po Proserpini iz rimske mitologije. Proserpina je bila hčerka Cerere in boginja podzemlja.